# Jože Maček
Jože Maček, slovenski agronom – fitopatolog, ekonomist in zgodovinar, akademik, * 28. oktober 1929, Olešče.

## Življenje
Maček je leta 1959 diplomiral na ljubljanski Fakulteti za agronomijo, gozdarstvo in veterinarstvo in 1986 tudi na EF v Ljubljani. Leta 1964 je doktoriral na univerzi v Bonnu iz agronomskih, 1974 na univerzi v Beogradu iz ekonomskih in 1990 tudi na Univerzi v Ljubljani iz zgodovinskih znanosti.
Maček je 1959 postal asistent, 1966 vnaprej habilitirani docent, 1969 docent, 1972 izredni, 1975 pa redni profesor na BF v Ljubljani in predstojnik Inštituta oz. katedre za fitomedicino. Na Biotehniški fakulteti je predaval naravoslovno-tehnične predmete: fitopatologijo, gozdno fitopatologijo in fitofarmakologijo. 
Raziskoval je biologijo povzročiteljev bolezni rastlin, vpliv kemičnih sredstev za občutljivost rastlin proti boleznim in na parazite, vpliv industrijsih odpadkov na rastline ter na tla in rastlinske pridelke, ki so kontaminirani z ostanki fitofarmacevtskih sredstev. Proučeval je tudi ekonomska vprašanja, povezana s fitomedicino, poleg tega pa še agrarno, cerkveno in krajevno zgodovino.
Objavil je več deset znanstvenih, strokovnih in poljudnoznanstvenih publikacij ter 5 univerzitetnih učbenikov, nad 350 znanstvenih in strokovnih razprav ter člankov v tujih in domačih revijah ter več kot 3.000 krajših strokovnih in poljudnoznanstvenih sestavkov. Izdelal je veliko raziskovalnih poročil in ekspertiz in prevedel nad 20 knjig s področja botanike in hortikulture. Bil je dolgoletni glavni urednik Zbornika Biotehniške fakultete (zdaj Acta agriculturae Slovenica) ter član uredniških odborov 4 tujih in več domačih znanstvenih in strokovnih revij.
Izredni član SAZU je postal leta 1989, redni 1995, tajnik IV. razreda SAZU je bil od 1996 do 2002, od 2003 do 2008 še član njenega predsedstva. Izvoljen je bil tudi za dopisnega člana HAZU (1998) in Evropske akademije znanosti in umetnosti v Salzburgu (2003). Leta 1997 je prejel naziv zaslužnega profesorja ljubljanske univerze in leta 2005 Zoisovo nagrado za življenjsko delo na področju fitomedicine. Za delo na področju cerkvene gospodarske zgodovine je dobil najvišje odlikovanje Slovenske škofovske konference, odličje sv. Cirila in Metoda (2008), 2024 pa priznanje Prometej znanosti Slovenske znanstvene fundacije (SZF).

## Dela (monografije)
- 200 nasvetov za varstvo rastlin v vrtu in sadovnjaku, 1976, 2. izd. 1990
- Kemična sredstva za varstvo rastlin (soavtor), 1980
- Gozdna fitopatologija, 1983 (1. izd.)
- Posebna fitopatologija: patologija poljščin, 1983, 2. izd. 1991
- Posebna fitopatologija: patologija patologija sadnega drevja in vinske trte, 1986, 2. izd. 1990
- Tehnike nanašanja pesticidov, 1990
- Hiponomološka favna Slovenije, 1999
- Mašne in svetne ustanove na Kranjskem in v Avstrijski Istri, 2005 (715 str.)
- Kranjski verski sklad: organizacijski, gospodarski in premoženjskopravni posegi državnih organov in Kranjskega verskega sklada v cerkvene strukture na Kranjskem in v Avstrijski Istri od 1782 do 1809, 2006
- Olimje 1782-1805: prispevek k zgodovini razpusta pavlinskega samostana, ustanovitvi župnije, osvobajanju kmetov od tlake in zgodovini verskoskladnega posestva, 2007
- Na zemlji domači: kratka zgodovina slovenskega kmečkega stanu, 2007
- Gozdna fitopatologija, Ljubljana: Zavod za gozdove Slovenije, Zveza gozdarskih društev Slovenije, Gozdarska založba, 2008 (448 strani)
- Podčetrtek skozi stoletja, 2008
- Mašne in svetne ustanove na Kranjskem: urejanje, državni nadzor in premoženje duhovnih in svetnih ustanov pri cerkvah na Kranjskem od 1810 do 1853, Celje: Mohorjeva družba, 2008 (789 str.)
- Mašne in svetne ustanove na Kranjskem: urejanje, državni nadzor in premoženje duhovnih in svetnih ustanov pri cerkvah na Kranjskem od 1854 do 1862, 2009
- Mašne in svetne ustanove na Kranjskem: urejanje, državni nadzor in premoženje duhovnih in svetnih ustanov pri cerkvah na Kranjskem od 1863 do 1891, Celje: Mohorjeva družba, 2010 (779 str.)
- Ripšlova kronika župnije Sv. Miklavž nad Laškim (soavtor Edo Jelovšek; dopolnil in uredil Jože Maček), 2015
- Vrh nad Laškim skozi stoletja, 2015
- Mašne in svetne ustanove ter legati v Lavantinski škofiji, 2012-16 (več delov)
- Zgodovina župnije Sv. Mavricija v Jurkloštru, 2017
- Samostanska in gospodarska zgodovina Jurkloštra 1165-1941, 2019
- Zgodovina slovenskega agrarnega prebivalstva, 2020
- Moje življenje - splet naključij, Družina, 2022